# Militärförtjänstkorset
Militärförtjänstkorset (tyska Militärverdienstkreuz, ungerska Katonai Érdemkereszt, kroatiska Vojni križ za zasluge) var en utmärkelse som utdelades av Kejsardömet Österrike och senare Österrike-Ungern. Den instiftades av Frans Josef I år 1849 och utdelades till soldater som hade visat särskilt mod och organisatorisk förmåga.

## Mottagare i urval
- Eugen Ferdinand av Österrike
- Fredrik av Österrike-Teschen
- Albrekt av Preussen
- Fedor von Bock
- Carol I av Rumänien
- Engelbert Dollfuss
- Gotthard Heinrici
- Paul von Hindenburg
- Miklós Horthy
- Erich Ludendorff
- Erich von Manstein
- August von Mackensen
- Erwin Rommel
- Ferdinand Schörner
- Wilhelm von Thoma
- Mustafa Kemal Atatürk